# 纳拉索帕拉
纳拉索帕拉（Nala Sopara），是印度马哈拉施特拉邦帕尔加尔县的一个城镇。总人口184664（2001年）。

## 人口
该地2001年总人口184664人，其中男性99629人，女性85035人；0—6岁人口24749人，其中男12171人，女12578人；识字率79.45%，其中男性为77.34%，女性为81.91%。